# Robert Talbot
Jean Robert Talbot (2 de diciembre de 1893-24 de agosto de 1954) fue un director de orquesta, violinista, violista, compositor y educador musical canadiense. Durante más de 25 años fue director de la Société symphonique de Québec (ahora Orquesta Sinfónica de Quebec). Miembro de la Société Française de Musicologie, de la Sociedad Musicológica Internacional, de la Musical Association of London y de la Comisión Diocesana de Música Sacra, fue autor de varios libros sobre teoría musical. También contribuyó con artículos musicales para diversas publicaciones periódicas.
Su producción compositiva incluye una sinfonía, un cuarteto de cuerda, varias canciones, muchas piezas para órgano solista, el oratorio Évangéline, la ópera Celle qui voit y varias otras obras orquestales. Muchos de sus manuscritos, escritos y documentos personales forman parte de la colección de la biblioteca de la Universidad Laval.

## Biografía
Nacido en Montmagny (Quebec), Talbot inicialmente tenía la intención de convertirse en abogado y se licenció en derecho en la Universidad Laval en 1915. Posteriormente ingresó en la Academia de música de Québec, donde fue alumno de J. Alexandre Gilbert, Berthe Roy y Joseph Vézina . De la academia obtuvo un diplôme supérieur (1917), un diploma lauréat (1918) y un certificado de enseñanza (1919). De 1919 a 1922, estudió en la ciudad de Nueva York en la Escuela Juilliard, donde fue alumno de Franz Kneisel, Albert Stoessel y Louis Svečenski. Posteriormente obtuvo un Doctorado en Música de Laval en 1933.
En el verano de 1922, Talbot abandonó Nueva York y se embarcó en una gira de recital de violín por las provincias occidentales de Canadá. En 1924 fundó el Talbot String Quartet. Se incorporó a la facultad de la Universidad Laval el otoño siguiente como profesor de armonía y violín. Al mismo tiempo, se desempeñó como secretario de la Escuela de Música de 1922 a 1935 y director desde 1932 hasta su muerte en la ciudad de Quebec en 1954.
Entre sus alumnos notables se encontraban Maurice Blackburn, François Brassard, Gilbert Darisse y Marthe Lapointe.
De 1924 a 1942, Talbot se desempeñó como director de la Société symphonique de Québec (SSQ). Bajo su dirección, la orquesta amplió significativamente su repertorio. Para el concierto del 25 aniversario de la SSQ en mayo de 1928, dirigió el conjunto en su primera presentación completa de la Sinfonía n.° 5 de Beethoven. También añadió la Sinfonía nº 3 de Johannes Brahms, la Sinfonía del Nuevo Mundo de Antonín Dvořák, Máscaras y bergamascas de Gabriel Fauré, la Sinfonía en re menor de César Franck, El Cascanueces de Chaikovsky y el preludio de Los maestros cantores de Núremberg de Richard Wagner, entre muchas otras obras importantes. En 1931 dirigió el debut radiofónico de la orquesta.